# つばきファクトリー CONCERT TOUR 〜ENCORE PARADE〜
『つばきファクトリー CONCERT TOUR 〜ENCORE PARADE〜』（つばきファクトリー コンサート ツアー アンコール・パレード）は、つばきファクトリーのライブビデオ。2023年2月22日にアップフロントワークス（zetimaレーベル）から発売。

## 概要
- 本作は前作『つばきファクトリー CONCERT TOUR〜PARADE 日本武道館スッペシャル〜』と異なり、Blu-ray盤のみでリリース[1]。
- 特典としてフォトブックレットを封入。
- 2022年7月からスタートした夏ツアー『つばきファクトリー CONCERT TOUR 〜ENCORE PARADE〜』の千秋楽である8月27日の中野サンプラザ公演を収録[2]。
- また、Disc2には、2022年8月25日に河口湖ステラシアターで開催されたライブ『つばきファクトリーの夏祭り 2022 〜灼熱〜』の模様を収録[2]。

## 収録内容

### Disc1
1. OPENING
2. アドレナリン・ダメ
3. 涙のヒロイン降板劇
4. 三回目のデート神話
5. 約束・連絡・記念日
6. MC
7. アイドル天職音頭
8. ハナモヨウ
9. イマナンジ?
10. ナインティーンの蜃気楼
11. VTR
12. 最上級Story
13. だからなんなんだ!
14. 可能性のコンチェルト
15. ガラクタDIAMOND
16. My Darling 〜Do you love me?〜
17. MC
18. 表面張力〜Surface Tension〜
19. 弱さじゃないよ、恋は
20. マサユメ
21. 今夜だけ浮かれたかった
22. MC
23. 足りないもの埋めてゆく旅
24. 帰ろう レッツゴー!

### Disc2 つばきファクトリーの夏祭り 2022 〜灼熱〜(8月25日 河口湖ステラシアター)
1. OPENING
2. アイドル天職音頭
3. アドレナリン・ダメ
4. ナインティーンの蜃気楼
5. MC
6. 恋の呪縛 / 福田真琳
7. Yeah! めっちゃホリディ / 山岸理子・八木栞
8. マジ グッドチャンス サマー
9. 私がオバさんになっても
10. サンバ!つばきジャネイロ
11. MC
12. レインボーピンク / 浅倉樹々・小野田紗栞
13. シャボン玉 / 新沼希空・秋山眞緒・豫風瑠乃
14. GO TO THE TOP!! / 谷本安美・岸本ゆめの・小野瑞歩・河西結心
15. 本気ボンバー!!
16. 弱さじゃないよ、恋は
17. 君と僕の絆
18. MC
19. サマー・チャレンジャー
20. 三回目のデート神話
21. マサユメ
22. 断捨ISM
23. 今夜だけ浮かれたかった【ENCORE】
24. MC【ENCORE】
25. ハッピークラッカー【ENCORE】

#### 特典映像
1. 昼公演（ドットビキニ・一丁目ロック!）
2. バックステージ映像